# Wilhelm Baues
Wilhelm Bernd Baues (ur. 21 listopada 1948 w Mönchengladbach) – niemiecki kajakarz górski, kanadyjkarz. Srebrny medalista olimpijski z Monachium.
Reprezentował barwy RFN. Zawody w 1972 były jego jedynymi igrzyskami olimpijskimi (dyscyplina w tym roku debiutowała w programie igrzysk i ponownie pojawiła się dopiero 20 lat później). Medal zdobył w kanadyjkowej dwójce, partnerował mu Hans-Otto Schumacher. Na mistrzostwach świata zdobył dwa medale w 1973, zwyciężając w drużynie oraz sięgając po brąz w dwójce.